# سوءتفاهم

تصویر روی جلد کتاب سوء تفاهم، ترجمهٔ خشایار دیهیمی، نشر ماهی

سوءتفاهم (به فرانسوی: Le Malentendu) نمایشنامه‌ای است که در سال ۱۹۴۳ در فرانسهٔ تحت اشغال توسط آلبر کامو نوشته شده‌است. این نمایشنامه بر ایدهٔ پوچی کامو تأکید دارد.
سوءتفاهم، دومین نمایش‌نامهٔ آلبر کامو، در مسافرخانه‌ای در قلب چکسلواکی می‌گذرد، مسافرخانه‌ای که دو زن اداره‌اش می‌کنند؛ مادری پیر و دخترش، مارتا. در آغاز نمایش‌نامه آن دو مشغول صحبت دربارهٔ ورود مسافری تازه هستند که می‌خواهند به او دارو بخورانند و همان شب در دریاچهٔ سد غرقش کنند، درست همان‌طور که با مسافران پیش از او کرده‌اند. اگرچه هویت مسافر بر تماشاگران آشکار است، مادر پیر و دخترش او را به جا نمی‌آورند. او در اصل فرزند مادر و برادر دختر است که بیست سال پیش پسری ولنگار بوده و خانه و کاشانه‌اش را ترک کرده‌است.
سوءتفاهم از لحاظ ساختار بازگشتی است به تئاتر یونان: آن حالت خشک آدمک‌وار دو زن، زنجیرهٔ مرگبار جنایتی که جنایتی دیگر را به دنبال می‌آورد، قتل در درون خانواده، پیشرفت توقف‌ناپذیر و تعدیل‌ناپذیر قصد و نیت نخستین، و درون‌مایهٔ بازشناسی.
(برگرفته از کتاب آلبر کامو از مجموعهٔ نسل قلم)
خلاصه و قصه ی این نمایش نامه در تکه روزنامه ای در کتاب بیگانه به قلم آلبر کامو آمده است.
این کتاب اول بار با عنوان «سوء تفاهم» توسط جلال آل احمد در سال ۱۳۲۸ به فارسی ترجمه شده‌است.
همچنین ترجمهٔ مکرّر این کتاب به فارسی با همان عنوان «سوء تفاهم» توسط مهوش قویمی، انتشارات آشتیان (۱۳۹۰) و خشایار دیهیمی، نشر ماهی، (۱۳۹۰) منتشر شده‌است.